# Pts.OF.Athrty
Pts.OF.Athrty (spreek uit: "Points of Authority") is de eerste remixsingle van de rockband Linkin Park. Het is de leadsingle van het in 2002 uitgebrachte remixalbum Reanimation. Het nummer is een remix ("reinterpreted", letterlijk: opnieuw interpreteren) van Points of Authority door Jay Gordon van Orgy.

## Versies
Er bestaan verschillende versies van deze single. Op sommige is H! Vltg3 gebruikt als A-kant en Pts.OF.Athrty als B-kant. H! Vltg3 is een remix van High Voltage die, in tegenstelling tot de meeste andere tracks op Reanimation, niet op Hybrid Theory voorkomt, maar op de ep Hybrid Theory. Het nummer is bewerkt door Evidence en heeft Pharoahe Monch en DJ Babu als medevocalisten, naast Chester Bennington. Buy Myself is een van de twee uitgebrachte remixen van By Myself. Deze interpretatie van Marilyn Manson heeft het album niet gehaald en is alleen als B-kant uitgebracht.
Er bestaat ook nog een "alternate" versie van Jay Gordons Pts.OF.Athrty-remix, die in 2008 op de remixpagina van zijn website kwam te staan. Het is echter onbekend of dit een demo is, of een andere versie.

## Videoclip
Voor de originele Points of Authority (afkomstig van Hybrid Theory) bestond al een videoclip, die bestond uit live-opnamen. Voor de remix werd een nieuwe videoclip gemaakt, die volledig uit digitale animaties bestaat. Hierin vindt een gevecht plaats tussen robots en een buitenaardse ras. Ook zijn de digitale hoofden van de bandleden te zien die zich in een digitaal lab, dat vol staat met computers en geavanceerde apparaten, bevinden. Ze nemen steeds een uittreksel van de hoofden, terwijl Mike Shinoda en Chester Bennington zingen. Volgens regisseur Joseph Hahn zijn de hoofden de krachtbron van de wereld.
Hahn legde uit dat de gebeurtenissen in de video plaatsvinden aan het einde van het menselijke bestaan. Het enige wat daarvan over is, zijn de hoofden van de bandleden. Ook zei hij dat de videoclip door Final Fantasy: The Spirits Within geïnspireerd is.

## Tracklist
| "Pts.OF.Athrty" cd-single tracklist 1. "Pts.OF.Athrty" — 03:38 2. "Buy Myself" (Marilyn Manson Remix) — 04:26 3. "H! Vltg3" — 03:30 "H! Vltg3/Pts.OF.Athrty" cd-single tracklist 1. "H! Vltg3" — 03:30 2. "Pts.OF.Athrty" — 03:38 3. "Buy Myself" (Marilyn Manson Remix) — 04:26 | "H! Vltg3" vinyl tracklist A-kant 1. "H! Vltg3" (Album Version) B-kant 1. "H! Vltg3" (Instrumental) 2. "H! Vltg3" (A Cappella) |

## Personeel
| - "Pts.OF.Athrty" - Brad Delson - Additional productie - Jay Gordon - Remixer en geluidstechnicus - Doug Trantow - Additional programming en productie, geluidstechnicus - Opgenomen in de Division One Studios - "Buy Myself" - Marilyn Manson - Remixer, geluidstechnicus, loops en keyboards - Tim Skold - Remixer, geluidstechnicus, co-producer, programmering - M.W. Gracy - Loops en keyboards - John5 - Gitaarspel | - "H! Vltg3" - Evidence - Remixer - Troy Staton - Mixer - DJ Revolution - Bewerker - Opgenomen en gemixt in de American Recordings en The Cutting Room Studios, New York - Cd-single - Mike Shinoda - Producer - Mark "Spike" Stent - Mixer - David Treahern - Assistent - Paul "P-Dub" Walton" Walton - ProTools - Gemixt in de Olympic Studios, Londen |